# Хлопчаки острова Лівов
«Хлопчаки острова Лівов» (латис. «Līvsalas zēni») — радянський художній фільм 1969 року за однойменною повістю Лаймоніса Вацземнієка, героїко-пригодницька кіноповість для дітей.

## Сюжет
Латвія, 1946 рік. Школяр Мартіньш Пуполс, що приїхав на острів Лівов, незважаючи на погрози існуючої на острові антирадянської банди, продовжує носити червону піонерську краватку. Разом з учителем Земітісом вони переконують хлопців відремонтувати локомобіль і запустити піонерську електростанцію. Вороги нової влади хочуть організувати вибух під час урочистого пуску. Пильні піонери запобігли диверсії і допомогли знешкодити командира диверсантів на прізвисько «Кріт», що вийшов з лісу на допомогу колишнім господарям.

## У ролях
- Юріс Плявіньш — вчитель Земітіс
- Вента Вецумнієце — вчителька Роне
- Юріс Бружикс — Мартіньш Пуполс
- Інессе Петерсоне — Марута
- Імантс Стродс — Аустріс
- Андріс Апініс — Аліс
- Маріс Смілдзіньш — Фредіс
- Каспарс Луце — Петеріс
- Яніс Пейпа — Альберт
- Гідо Кокарс — Лієлаусіс старший
- Імантс Кокарс — Лієлаусіс молодший
- Улдіс Думпіс — бандит
- Харій Авенс — Мартін

## Знімальна група
- Автори сценарію: Лаймоніс Вацземнієкс, Ерік Лаціс, Яніс Стрейч
- Режисери: Ерік Лаціс, Яніс Стрейч
- Оператор: Зігурдс Вітолс
- Художник: Гунарс Балодіс
- Композитор: Раймонд Паулс